# Stakes Winner
Stakes Winner est un jeu vidéo de hippisme développé par Saurus et édité par SNK en 1995 sur Neo-Geo MVS, Neo-Geo AES et en 1996 sur Neo-Geo CD (NGM 088),,. Le jeu est également porté sur PlayStation et Saturn en 1996.

## Portage
- PlayStation (1996)
- Saturn (1996)

## Série
1. Stakes Winner (1995)
2. Stakes Winner 2 (1996)